# Przewód tarczowo-językowy
Przewód tarczowo-językowy (łac. ductus thyroglossus) – droga zstępowania w dół tarczycy w okresie rozwoju człowieka.
Pozostałością po owym przewodzie jest często występujący płat piramidowy, odchodzący w kierunku chrząstki tarczowatej lub trzonu kości gnykowej. Wzdłuż tego przewodu, będącego drogą zstępowania tarczycy, mogą występować fragmenty tkanki gruczołowej, tzw. gruczoły tarczowe dodatkowe, z których mogą powstać guzy, torbiele lub wole (wole językowe).
Pierwotnym ujściem przewodu tarczowo-językowego jest występujący na języku otwór ślepy.